# 七観山古墳
七観山古墳（しちかんやまこふん）とは、大阪府堺市堺区旭ヶ丘中町4丁にかつて存在した古墳（円墳）で、七観古墳（しちかんこふん）ともいう。百舌鳥古墳群に属しており、大正時代と太平洋戦争後に発掘され、大量の鉄製武器と甲冑が出土している。

## 概要

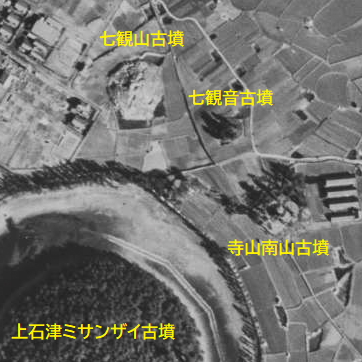
1948年2月当時の七観山古墳と付近の古墳。上方が北。

上石津ミサンザイ古墳（伝履中天皇陵古墳））の後円部周濠の北側に位置し、同古墳の陪塚とされる七観音古墳のすぐ北西に所在していた。墳丘は2段に築かれ、径56メートル、高さ8メートルあり、周濠も存在した。葺石と埴輪があり、墳頂部には鰭付円筒埴輪の方形埴輪列が巡っていたようである。また、家、短甲、蓋（きぬがさ）、靫（ゆき）などの形象埴輪も出土している。1913年（大正2年）・1947年（昭和22年）と発掘または遺物採取が行なわれて遺物が出土しているが、1952年（昭和27年）には土取り工事によって消滅することになり、それに先だって緊急の発掘調査が行なわれている。主体部は遺物をおさめた粘土槨のような施設が3ヶ所検出されている。

## 出土した遺物とその特色
出土した遺物は、鉄製甲冑（衝角付冑7、短甲6以上など）、鉄製素環頭大刀、鉄刀（130前後）、蛇行状鉄剣、鉄剣、鉄鉾、鉄鏃（百数十）などの大量の武器、武具が出土している。このうち衝角付冑の中には、鉢の部分が動物の毛皮で作られたと見られる珍しいものも含まれている。また鉄斧、手斧、やりがんな、金銅製帯金具、それに鐙などの馬具も出土している。そのほかに、滑石製勾玉、剣形鉄製品が採集されている。
馬具の鐙は日本国内で出土している物の中でもっとも古いものとされている。また帯金具は龍文透彫鍔板（りゅうもんすかしぼりかばん）に心葉形垂飾（しんようけいすいしょく）の付いた優品としてよく知られており、韓国慶尚北道の林堂洞7B号墳出土の帯金具と酷似し、同じ工人集団によって製作された可能性が指摘されている。日本列島で製作されたとする説と朝鮮半島説があるが、鍍金・金銅張り、鋳造・鍛造、たがねによる透彫などの彫金、鋲留技法など当時の中国・朝鮮の最先端の金工技術が駆使されているという。なお、この帯金具は短甲の腰の部分に巻きつけられた状態で出土しており、奈良県五条猫塚古墳や岡山県一本松古墳でも帯金具が同様の状態で出土しており、軍装の一部として扱われていたと考えられる。
この古墳の性格としては、大量の副葬品の埋納にもかかわらず、遺体が埋葬されなかった可能性があり、陪塚と考えられる古墳のあり方を示す貴重な一例となっている。なお、七観山古墳の跡地は現在、大仙公園の敷地にとり込まれ、消滅した古墳と同規模の築山が造られている。